# توماس هنريك همر
توماس هنريك همر (بالنرويجية البوكمول: Thomas Henrik Hammer)‏ هو سياسي نرويجي، ولد في 10 يوليو 1815 في النرويج، وتوفي في 16 فبراير 1900 في النرويج. انتخب عضو برلمان النرويج ‏.